# Ломтатидзе, Викентий Бибонович
Викентий Бибонович Ломтатидзе, литературный псевдоним Чола Ломтатидзе (7 июля 1879, Мециети, Кутаисская губерния, Российская империя — 24 ноября 1915, Саратов, Саратовская губерния, Российская империя) — грузинский писатель, социал-демократ, депутат Государственной думы II созыва от Кутаисской губернии

## Биография
Из крестьян села Мециети общины Ходистани Озургетского уезда Кутаисской губернии. Начальное образование в Басилетской двухлетней школе. Организовал в ней забастовку учащихся, за что был исключён. Окончил Кутаисскую сельскохозяйственную школу. По специальности садовник. Член РСДРП, меньшевик. Состоял в дружеских отношениях Иосифом Джугашвили. В 1903 совместно с И. Церетели издает социал-демократический журнал «Квали». В 1904 ведёт революционную пропаганду среди рабочих города Поти, организует революционные кружки в Новороссийске. 10-25 апреля 1906 года участвовал под фамилией «Воробьёв» в работе IV (Стокгольмского) съезда РСДРП. Под партийной кличкой «Хасан» участвовал в V (Лондонском) съезде РСДРП как делегат от Гурийской организации. Был постоянно под полицейским надзором. Часто подвергался арестам, отбывал наказания в тюрьмах Батуми и Тифлиса.
6 февраля 1907 избран в Государственную думу II созыва от общего состава выборщиков Кутаисского губернского избирательного собрания. Входил в Социал-демократическую фракцию. Член Комиссии о преобразовании местного суда. По словам Е. Я. Кизеветтер, Ломтатидзе говорил по-русски с сильным акцентом, что вызывало конфликты на заседаниях Думы: правые, в том числе Пуришкевич, уверяли, что не понимают его. По делу Социал-демократической фракции 2-й Думы приговорён к 5 годам каторги, заменённой 7 годами тюрьмы. Арестован в 1908, по решению партии ему был приставлен адвокат, член РСДРП, Рубен Павлович Катанян. Благодаря усилиям адвоката Ломтатидзе был переведён из Астраханской тюрьмы в Саратовскую, но ещё в Астраханской тюрьме он заболел туберкулёзом, от чего он и умер в тюрьме в Саратове.
Похоронен в Тифлисе. В 1958 году перезахоронен в Дидубийском пантеоне по инициативе Союза писателей Грузии.

## Литературное творчество
Прозаические и публицистические произведения Ломтатидзе были опубликованы в периодике начала XX века: «Квали», «Моамбэ», «Цкобис», «Пурцели», «Цискари», «Цисарткела», «Мавали», «Хомалди», «Ахали», «Азри», «Мнатоби» и других.

## Семья
- Жена — Елизавета Вениаминовна Гидеримская (1889—1958)[7], из семьи новороссийских хлебопромышленников, социал-демократка. В 1915 вышла замуж за адвоката мужа Р. П. Катаняна[4].
  - Сын — Виктор Викентьевич Ломтатидзе (1907—1969)[4]